# Stunt

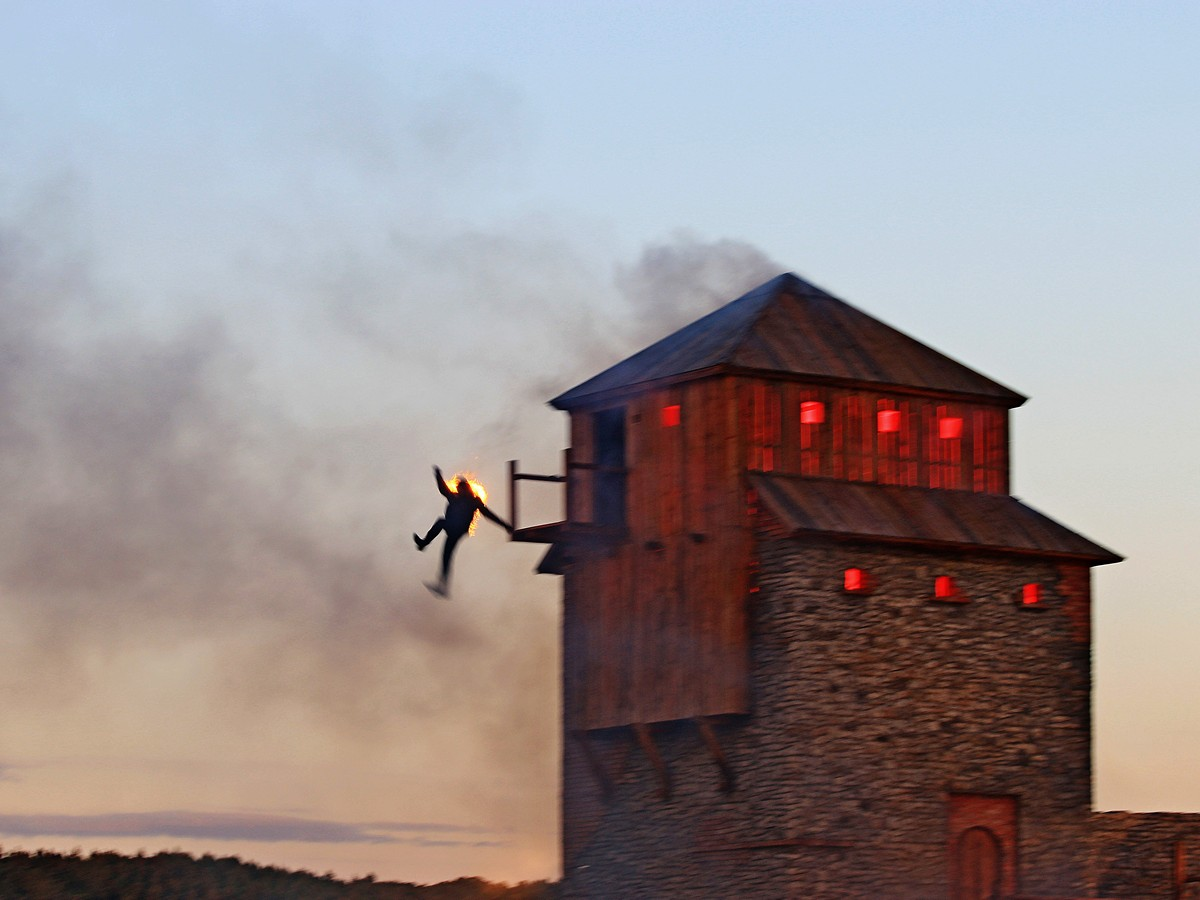
Stunt bei den Störtebeker-Festspielen

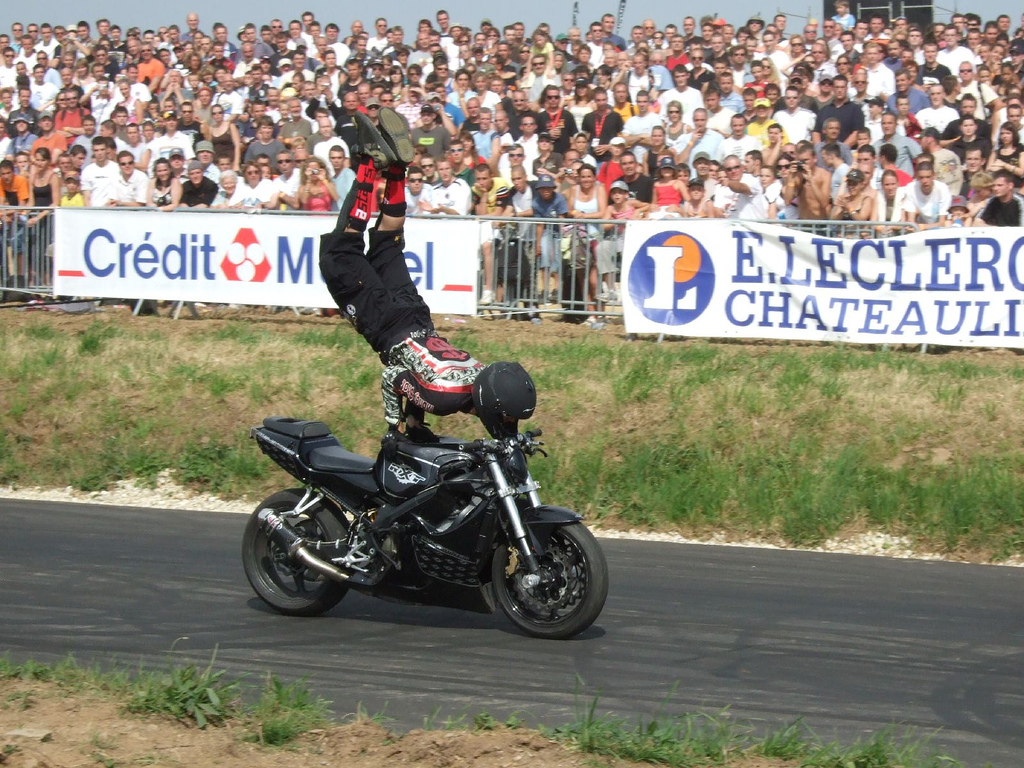
Freestyle & Stunt Show 2007 – Landrévarzec

Stunt kommt aus dem Englischen und heißt so viel wie „besonders geschicktes oder gewagtes Kunststück“. Das Wort ist jedoch schon eingedeutscht und wird vorrangig für Filmaufnahmen und Showdarbietungen verwendet, bei denen die gefährlichen Szenen, die den Stars nicht zugemutet werden sollen bzw. von ihnen nicht leistbar sind, durch Stuntmen oder Stuntwomen erledigt werden.

## Begriff
Stunt ist nach dem Etymologischen Wörterbuch des Deutschen von Wolfgang Pfeifer ein Begriff unbekannter Herkunft.
Im Englischen umgangssprachlich unter der Bedeutung ‘Schau-, Bravour-, Glanzstück’ verbreitet, fand der Begriff im 20. Jahrhundert als Fremdwort Eingang in die deutsche Sprache und kam dort unter den Bedeutungen ‘gewagtes Kunststück’ bzw. ‘gedoubelte Filmszene’ in Gebrauch.

## Charakteristik
Stunts werden von Menschen ausgeführt, die eine hohe Risikoresistenz aufweisen und eine erhebliche Wagnisbereitschaft aufzubringen bereit sind. Stuntleute reizt das Bestehen gefährlicher Aufgabenstellungen mehr als dass sie diese fürchten. Der Psychoanalytiker Michael Balint bezeichnet diesen Menschentypus nach seiner spezifischen Persönlichkeitsstruktur im Unterschied zu seinem Kontrapart, dem Oknophilen, als Philobaten.
Stuntszenen sind intellektuell und technisch so zu planen und zu gestalten, dass sie zwar spektakulär aussehen, für den Akteur aber nicht zu einem Vabanquespiel um Leben und Tod oder auch nur zu einer ernsthaften gesundheitlichen Gefährdung werden. Der professionelle Stunt verträgt kein Draufgängertum. In dem Beruf sind keine Hasardeure gefragt. Der Stunt muss sich in einem risikoverträglichen, verantwortbaren Rahmen halten. Der Wagnisforscher Siegbert A. Warwitz unterscheidet entsprechend zwischen einem den Nervenkitzel suchenden Risiker und einem sich für eine sinnvolle Aufgabe verantwortungsbewusst Wagenden: „Der Wagende riskiert jeweils nur so viel an Unsicherheit und Gefahr, wie er an Fähigkeiten für das Krisenmanagement mobilisieren kann.“ Kennzeichnend für den professionellen Stunt und die Mentalität seiner Akteure ist nach Warwitz nicht der auf Sensationserleben ausgelegte Thrill, sondern der wertorientiert angelegte, in einer längeren intensiven Ausbildung erworbene Skill, die für bestimmte gefährliche Aufgabenstellungen ausgereifte Wagniskompetenz. Der Gefahrenlevel wird mit technischen Tricks und gezieltem Training auf ein Restrisiko minimiert. Die persönlichen Leistungsgrenzen zu erfassen und damit ein sachgerechtes Entscheiden und Handeln zu gewährleisten, macht die eigentliche Professionalität der Stuntarbeit aus und bestimmt den zumutbaren Rahmen des Einsatzes.

## Arten
Es gibt viele verschiedene Arten von Stunts. Die häufigsten sind:
- Stürze, z. B. von Treppen oder Gebäuden
- Sprünge, z. B. aus Fenstern
- Inszenierte Kämpfe, auch mit (Schuss-)Waffen
- Stunts mit Fahrzeugen, z. B. Unfälle, Trickfahren.
- Stunts mit Tieren, beispielsweise ein Sturz vom galoppierenden Pferd

Die Stuntfirmen bieten meist komplette Leistungen an, als sogenannte 2nd Unit.
Darin enthalten sind unter anderem
- Stuntkoordination
- Spezialeffekte (SFX) (wie z. B. Filmblut, Pyrotechnik, Waffen)
- Stunt Rigging
- Maske
- eigenes Team mit Kamera, Licht, Ton

Bei Fahrzeugstunts, die selbst für den Stuntman zu gefährlich wären, wird ein ferngesteuertes Fahrzeug oder ein computergesteuertes Fahrzeug – Computer Controlled Vehicle – (CCV-System)
verwendet. Dadurch können spektakuläre Fahrzeug-Crashs (z. B. Frontalaufprall, Überschlag, Sturz in eine Schlucht) ohne Risiko durchgeführt werden.
Heutzutage werden Stunts häufig vor dem Bluescreen durchgeführt, da diese Methode sehr vielseitig und ungefährlich ist.
So wird z. B. für einen tiefen Sturz der Akteur in einem Studio an Seile gehängt, und eine Windmaschine sorgt für den von unten kommenden Wind. Über den Computer wird dann die blaue Leinwand durch einen bewegten Hintergrund ersetzt; etwa durch eine Aufnahme, die von einem Fallschirmspringer aufgenommen wurde.
Dieses Prinzip wird auch bei Autorennen, Verfolgungsjagden, Kämpfen auf fahrenden Zügen etc. angewandt. Auch die Seile werden mit Hilfe des Computers entfernt, damit die filmische Illusion nicht gestört wird.

## Bedeutung
Stunts sind risikoreiche und wagnisintensive Aktionen, die ein Filmgeschehen spektakulär gestalten lassen, um das Spannungsbedürfnis der Zuschauer zu befriedigen. Sie erweitern die darstellerischen Möglichkeiten des Films, indem auch extreme Ereignisse optisch ins Bild gesetzt werden können. Stunts lassen den Zuschauer in sinnlicher Wahrnehmung an den dramatischen Ereignissen teilhaben und vermitteln damit das Erlebnis, unmittelbar Zeuge eines spektakulären Unfalls, einer gefährlichen Kampfszene oder einer waghalsigen Rettungsaktion zu werden. Der Film muss sich nicht damit begnügen, den Zuschauer optisch bis zum kritischen Punkt des Ereignisses zu führen und ihn die Lücke bis zur Präsentation des Ergebnisses durch seine Vorstellungsgabe selbst ausfüllen zu lassen. Stunt-Szenen spielen sich in drastischer Anschaulichkeit vor den Augen des Zuschauers ab. Sie ersparen ihm nicht die Wahrnehmung einer blutigen Auseinandersetzung, todesmutiger Stürze, aufregender Autorennen oder Karambolagen und damit das aufregende Miterleben des nicht selten traumatischen Geschehens. Die akrobatisch anspruchsvollen Sequenzen bereichern das filmische Geschehen durch Authentizität. Sie steigern die Spannung für den Betrachter, schonen aber die Gesundheit der für solche Filmaktionen in der Regel nicht ausgebildeten Schauspieler. Das Scheingeschehen des Films führt dazu, dass der unbefangene Betrachter die akrobatischen Leistungen nicht den als Doubles im Hintergrund arbeitenden Stuntleuten zuschreibt, sondern dass vor allem die im Vordergrund agierenden Schauspieler ansehensmäßig davon profitieren und oft durch die gewagten Aktionen zu bewunderten Filmhelden avancieren.

## Bewertung
Stunts sind vom fachlichen Standpunkt aus gesehen keine halsbrecherischen Ereignisse und die Akteure keine lebensmüden Abenteurer. Risikobeherrschung ist erlernbar. Das Eingehen von Risiken darf allerdings nicht sinnentleert praktiziert werden. Die Stuntszene hat ihre Arbeit professionalisiert und dazu, ähnlich den Zirkusakrobaten, ein eigenes Ausbildungs- und Berufsbild entwickelt. So wird in speziellen Schulen von ausgewiesenen Trainern für die gefährlichen Tätigkeiten ausgebildet und spezialisiert. Es geht um das Beherrschen spezieller Techniken bei der Absolvierung verschiedener Stunts, die den besonderen Reiz von Western, Aktion- und Abenteuerfilmen ausmachen und um das Erlernen von Gefahrenbewusstsein und einer angemessenen Selbsteinschätzung.
Nach der Wagnistheorie des Schützenden Rahmens wagt sich der reflektiert Wagende aufgrund seines naturgegebenen Selbsterhaltungstriebs mit seiner Risikobereitschaft in der Gefahrenzone nur bis an die Grenze der sogenannten „Traumazone“ vor. Diese beginnt dort, wo der sogenannte „Schützende Rahmen“ endet: „Die Nähe des Traumabereichs läßt sich objektiv und subjektiv ermessen. Die Grenzlinie ist objektiv dort angesiedelt, wo das Gefahrenmanagement dem Gefährdungspotential nicht mehr gewachsen ist. Sie liegt da, wo die Gefahr in die Katastrophe mündet.“ Stunts sind bis zu diesem Punkt ethisch vertretbar. Zur Realisierung darüber hinausgehender, zu risikoreicher Szenen, wie etwa Autoabstürze in eine Schlucht, werden Roboter eingesetzt.